# Дрожжа, Виталий Александрович
Виталий Александрович Дрожжа (бел. Віталь Аляксандравіч Дрожжа, род. 20 июня 1978, Кореличи, Кореличский район, Гродненская область, Белорусская ССР, СССР) — белорусский государственный деятель. Министр лесного хозяйства Республики Беларусь (2018—2022).

## Биография
Родился Виталий 20 июня 1978 в посёлке городского типа Кореличи.
В 2000 году окончил Белорусский государственный технологический университет.
В 2011 году окончил Академию управления при Президенте Республики Беларусь.

## Трудовая деятельность
Свою трудовую деятельность Виталий Александрович начал в Логойском лесхозе на должности обычного рабочего. Позже, в 2000 году служил в органах внутренних дел Республики Беларусь. В 2001 году устроился лесничим Красно-Швабского лесничества Логойского лесхоза. В 2006 году работал главным инспектором отдела контрольно-ревизионной работы и государственного контроля за лесом Министерства лесного хозяйства Беларуси. Начиная с 2008 по 2013 год руководил Бобруйским лесхозом. Начиная с 2013 года работал в должности генерального директора государственного природоохранного учреждения Национальный парк «Браславские озера». C 23 марта 2014 по 18 февраля 2018 был депутатом Бобруйского районного Совета депутатов 27 созыва.
5 апреля 2018 по решению Президента Республики Беларусь Лукашенко, Александр Григорьевич был назначен на должность Министра лесного хозяйства Республики Беларусь. Уволен 5 мая 2022 года с формулировкой «в связи с совершением проступка, несовместимого с нахождением на государственной службе». В январе 2023 года Дрожжу приговорили к семи с половиной годам колонии за получение взятки в особо крупном размере.
В сентябре 2023 года появилась информация, что Виталий Дрожжа вышел на свободу. Вскоре стало известно, что он возглавил лесоохотничье хозяйство «Выгоновское» в Беловежской пуще.

## Личная жизнь
Женат, воспитывает троих детей.